# أيمي ساندرسون
أيمي ساندرسون (عائلتها قبل الزواج: ريد؛ 1876-1931)، كانت ناشطة اسكتلندية في حملة المرأة من أعضاء اللجنة التنفيذية الوطنية لرابطة حرية المرأة. اعتقلت مرتين، وشغلت دورًا رئيسيًا كمتحدثة رئيسية في تجمع نساء هايد بارك عام 1912، بعد أن قطعت مسيرة من إدنبرة إلى لندن. شكلت إلى جانب شارلوت ديسبارد وتيريزا بيلينغتون-غريغ وفدًا بريطانيًا في المؤتمرات النسائية الدولية لعامي 1908 و1923.

## حياتها العائلية
ولدت أيمي ريد في عام 1876 في بيلشيل، شمال لاناركشاير، لوالدها جيمس ريد (مواليد 1838)، الذي كان يعمل في مستودع للمشروبات الروحية في كينكاردين، بيرثشاير، ولأمها جانيت ريد من عائلة كير (مواليد 1838) غلاسكو. كان جدّها مناضلًا في حركة الميثاقية. خلال تعداد عام 1881، عاشت عائلة ريد في 94 شارع ميور، دالزيل، لاناركشاير. كانت أيمي ريد واحدة من ستة أشقاء، خمسة منهم أكبر منها: ماري دبليو. ريد وُلدت في عام 1860، وإليزابيث ريد (تاجرة) وُلدت في عام 1862، وأندرو ريد (مساعد صيدلي) وُلد في عام 1864، وبيرثا ريد وُلدت في عام 1876، وأخ آخر هو جيمس إف. ريد وُلد في عام 1876. استضافت العائلة نزلاء إنجليزًا: عائلة هورسمان (تشارلز هورسمان، إيلين هورسمان - كلاهما كوميديان - وابنتهم إيلين مود البالغة من العمر 13 عامًا)، هواري توماس (أيضًا كوميدي)، وماري فورتيسكيو التي كانت ارملة تتقاضى معاشًا عن عمر يناهز 55 عامًا.
تزوجت من جيمس ساندرسون، عامل الأسلاك، في 10 أغسطس 1901 في كنيسة ترينيتي كونغريغيشنال، غلاسكو.
توفيت أيمي ساندرسون في عام 1931.

## نشاطها النسائي لحقوق الاقتراع
انضمت ساندرسون إلى اتحاد المرأة الاجتماعي والسياسي في عام 1906 واعتُقلت خلال احتجاج «برلمان النساء» العنيف في مجلس العموم عام 1907. بدأت بالتحدث في فعاليات في اسكتلندا نيابةً عن الاتحاد. في أكتوبر 1907، انضمت إلى الفرع المنفصل لرابطة حرية المرأة وخدمت في لجنتها التنفيذية الوطنية لمدة ثلاث سنوات. كتبت أن معظم الفروع الاسكتلندية للرابطة أصبحت تتبع للاتحاد المذكور آنفًا. طلب المقر الرئيسي من ساندرسون الانتقال بسرعة إلى أبردين، وكتبت إلى كارولين فيليبس، المنظمة المحلية، بسبب اختلاف الرأي في التكتيكات، واعتبرتها تيريزا بيلينغتون-غريغ زعيمة رابطة حرية المرأة مُنظمة جيدة لنشاط النضال من أجل الحقوق الانتخابية في فورفار.
في فبراير 1908، اعتقلت ساندرسون للمرة الثانية وسُجنت لمدة شهر في سجن هالواي في لندن، إلى جانب آخرين في مجموعة صغيرة من المتشددين الذين اقتحموا منزل رئيس الوزراء إتش. إتش. آسكويث في كافينديش سكوير. منحت دبوس هالواي الذي صممته سيلفيا بانكهيرست تقديرًا لسجنها من أجل قضية حقوق النساء في التصويت.
في عام 1908، زارت دانفيرملين حيث تحدثت إلى الجمهور إلى جانب آنا مونرو، والسيدة دونالدسون والسيدة دوجويد، حيث وُصف الحضور بكونه «ودودًا للغاية ومتفاعل، مبديًا توافقًا كاملًا مع حركات النضال». تحدثت ساندرسون أيضًا في كيلمارنوك وفي قاعات الأمير ويلز، وهي مكان كبير في غلاسكو، حيث قدمتها الآنسة هسباند من دندي. شاركت ساندرسون (ومرة أخرى آنا مونرو) بعض تفاصيل تجاربهن في السجن، وشددت بشكل خاص على ضرورة إصلاح السجون كشيء يجب أن تصوت النساء لصالحه (بمجرد أن يحققن حق الاقتراع). شاركت أيضًا جزءًا من ترنيمة قد غنتها النساء في السجن:
«الأشجار الطويلة في الغابة الخضراء
المروج حيث نلهو
الأشنة بجوار الماء
نجمعها كل يوم
في هالواي!»